# Macronectes
Macronectes Richmond, 1905 è un genere di uccelli marini della famiglia Procellariidae.

## Tassonomia
Il genere Macronectes comprende due specie:
- Macronectes giganteus (J.F.Gmelin, 1789) – ossifraga del sud
- Macronectes halli Mathews, 1912  - ossifraga del nord
- †Macronectes tinae Tennyson & Salvador, 2023 - Nuova Zelanda (Isola del Nord). Pliocene, 3,36–3,06 milioni di anni fa[2]